# Prostitución en Italia

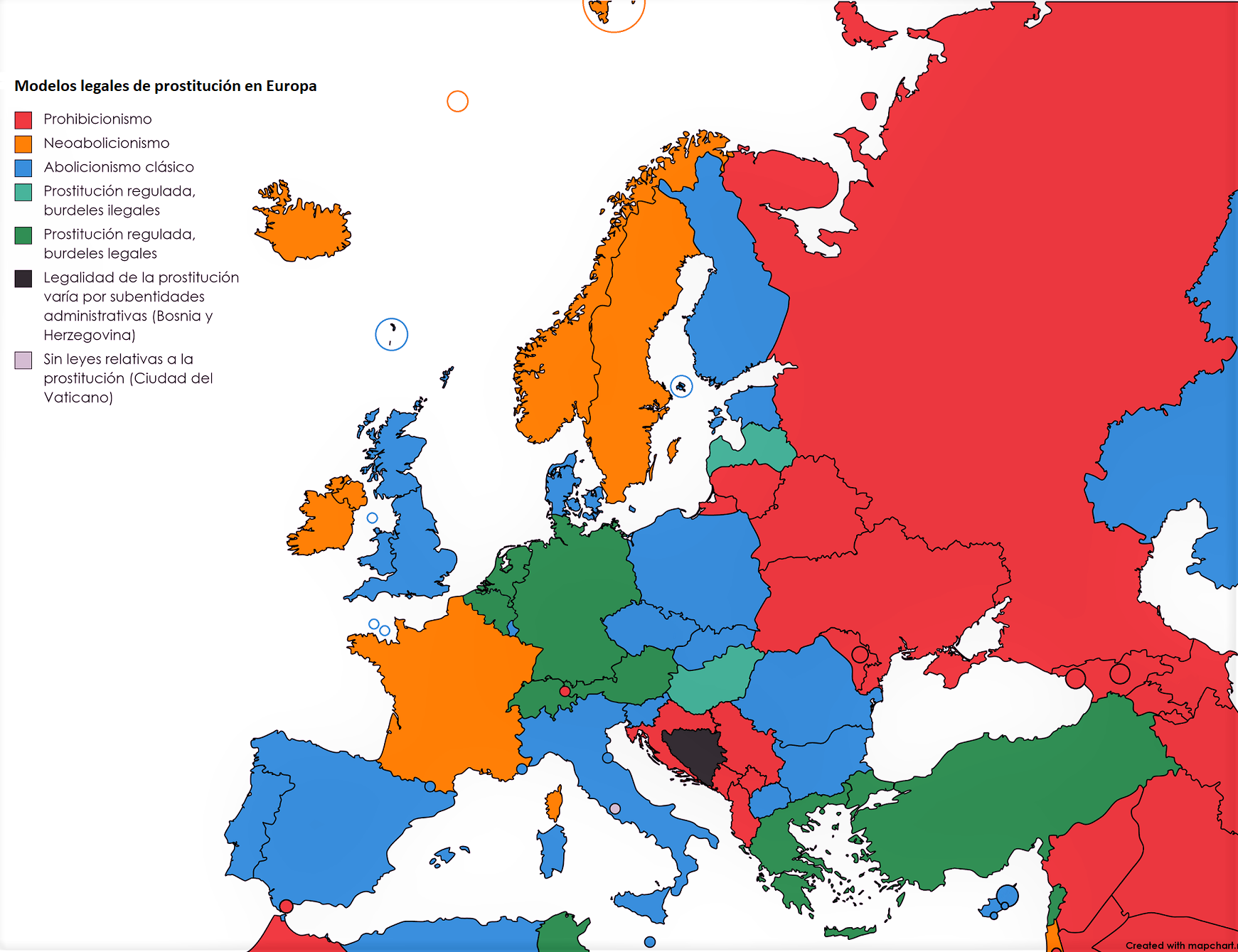
Prostitución en Europa. En azul, el modelo de abolicionismo clásico, al que pertenece, entre otros países, Italia.

La prostitución en Italia queda definida como el intercambio de servicios sexuales a cambio de dinero, y es legal entre adultos que consienten, mientras que cualquier otra actividad colateral, como la complicidad, la explotación, la organización en lugares cerrados como los burdeles y el control general por parte de terceros, es ilegal. Los burdeles fueron prohibidos en 1958 por la Ley Merlin, llamada así por la primera firmante y proponente, Lina Merlin, partisana socialista que buscó abolir la prostitución regulada por el Estado en Italia.
La jurisprudencia y la Constitución actuales no consideran la prostitución como un trabajo, pero, desde la década de 2000, las sentencias judiciales lo han definido como una actividad económica "lícita", a veces también denominada "actividad normal", en el contexto de un acuerdo "sinalagmático", en su mayoría verbal, entre las partes, es decir, un contrato de intercambio con fuerza vinculante para el cliente de la prostituta (promesa unilateral) de pagar la contraprestación del acuerdo una vez que se ha producido el intercambio, entre la persona que vende el servicio sexual y la persona que lo utiliza. La ley actual también ha sido considerada como un compromiso entre el artículo 2 (derechos inviolables, incluido el derecho a disponer del propio cuerpo) y el artículo 41 (libertad de iniciativa económica dentro de los límites de la ley) de la Constitución. Si la prostituta puede negar su consentimiento incluso después de haber efectuado el pago, la persona que compra el servicio puede enfrentarse a cargos de agresión sexual, por ejemplo, si posteriormente no paga el precio acordado.
Según el Tribunal Constitucional, en un fallo de 2019 contra la legitimidad de algunos casos y reafirmando la validez de la ley, con el sistema clásico abolicionista desregulador italiano, encontró un perfil de inconstitucionalidad en los modelos prohibicionista y neo-prohibicionista y neo-abolicionista o modelo nórdico, representando en cambio la ley Merlin un compromiso justo, ya que según los jueces constitucionales supremos el resultado de eliminar el fenómeno "no debe alcanzarse [...] castigando a la persona que ejerce la prostitución", considerada una de las "víctimas del sistema social; y ni siquiera castigando al cliente, porque de este modo se descargaría sobre el simple usuario del servicio una responsabilidad de la que debería hacerse cargo el Estado". Sin embargo, a menudo existe una zona gris entre la legalidad y la semilegalidad consistente en la no punibilidad. Italia transpone los tratados internacionales, según el Derecho constitucional, y el Tribunal Europeo de Derechos Humanos (TEDH) se ha pronunciado sobre perfiles de ilegitimidad en el citado "modelo nórdico".
Un pronunciamiento jurisprudencial similar y análogo también ha sido aplicado en ocasiones por la Corte Suprema de Casación a los litigantes con respecto a si la prostituta por cuenta propia (denominada escort) debe o no pagar impuestos, pronunciándose en algunos casos positivamente o no: en caso de pago voluntario y emisión de recibos fiscales de forma anónima, la profesión del sexo por cuenta propia entraría dentro de la actividad "otras actividades de servicios personales", ya que desde 2007 la profesión de escort figura en la lista de 3000 actividades imponibles.

## Historia

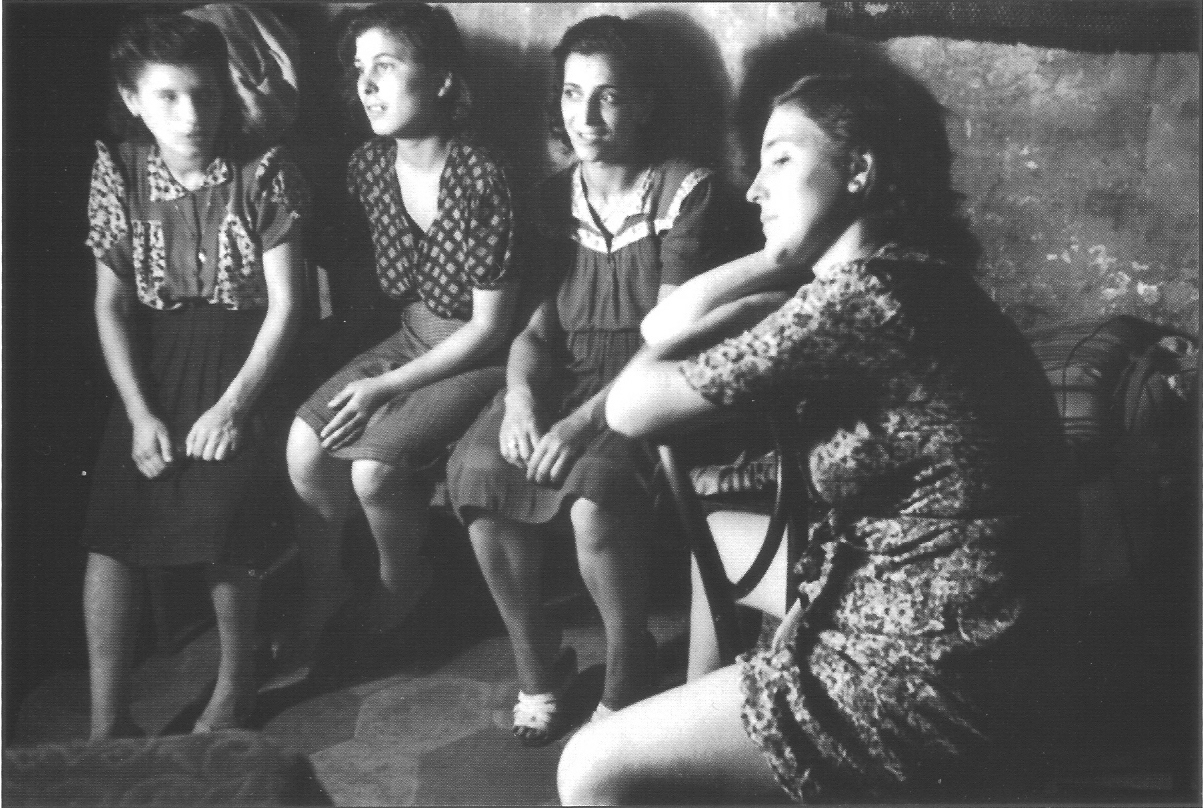
Imagen de unas prostitutas en un burdel de Nápoles en 1945.

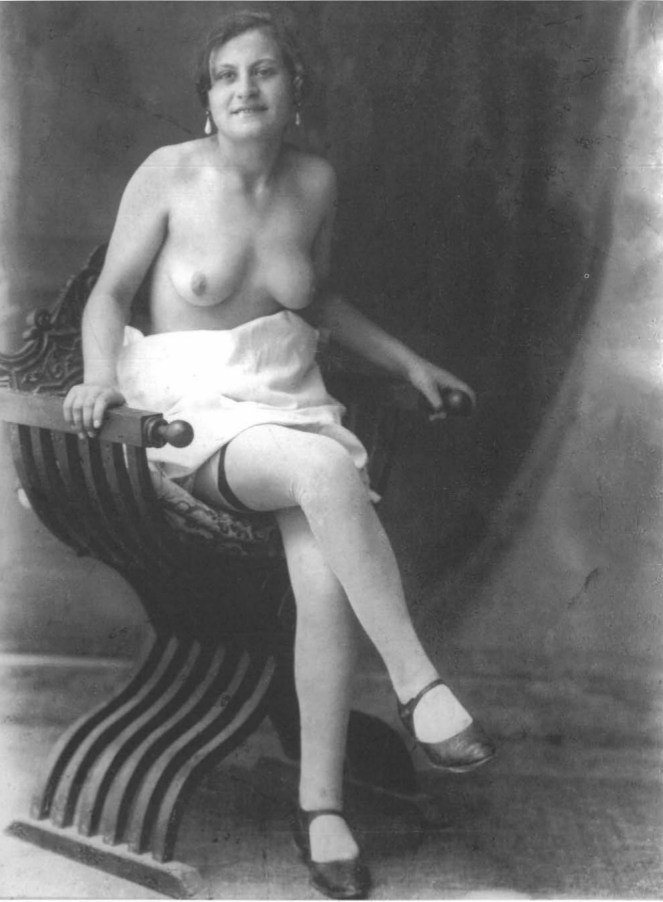
Retrato de una prostituta en un burdel de Treviso.

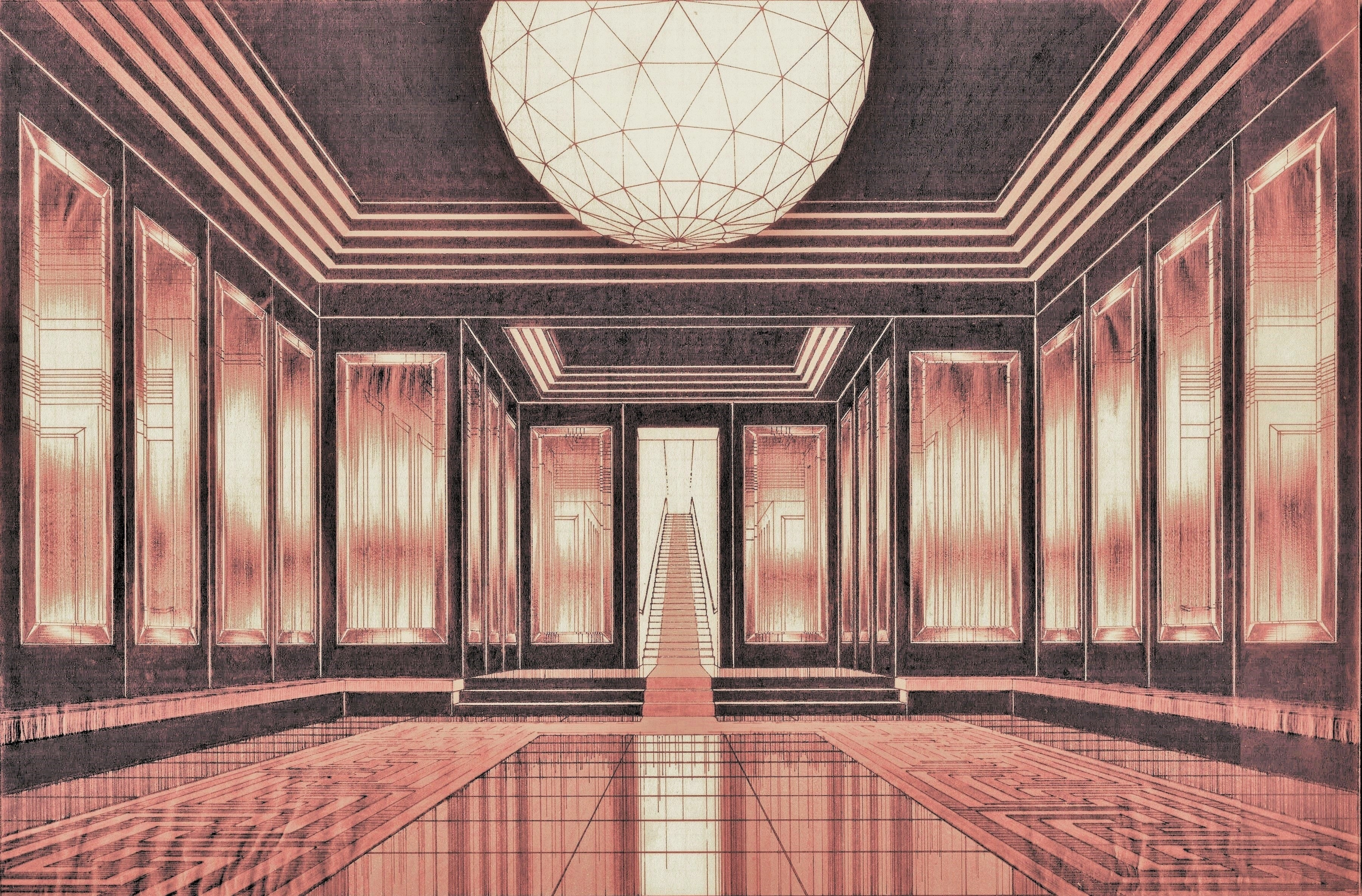
Sala de espera de la casa de M.me B, en Roma, diseñada con interiorismo de Arnaldo Dell'Ira, en 1939.

Se sabe que en durante el período de la Serenísima República, la ciudad de Venecia, en 1358, los burdeles fueron declarados indispensables y las cortesanas alcanzaron un elevado estatus social hasta el siglo XVII.

### Reglamento
La regulación de la prostitución se estableció por primera vez en 1861, tras la unificación italiana, basándose en la Réglementation napoleónica y en el Bureau des Moeurs (oficina gubernamental para regular y registrar a las prostitutas). En 1859, el decreto de Camillo Benso, conde de Cavour, ayudó a las tropas francesas que servían en Italia para el Reino de Cerdeña contra el Imperio austriaco autorizando la apertura de burdeles en Lombardía. El 15 de febrero de 1860, el decreto se convirtió en la Ley Cavour, duramente criticada porque preveía un estricto sistema de control de las prostitutas, que no se extendía a los clientes.
La Ley Crispi, de 29 de marzo de 1888, intentó mejorar la legislación. Con ella, se prohibió la venta de comida y bebida, las reuniones, el baile y el canto en los burdeles, así como en las inmediaciones de comercios, escuelas y guarderías. También se estipuló que las contraventanas de los establecimientos debían permanecer cerradas, creando así la expresión aún vigente de "burdeles". Por último, las prostitutas no estaban obligadas a registrarse oficialmente, sino que eran los lugares los que debían registrarse.
Otra modificación fue la Ley Nicotera de 1891, con la que se hizo completamente legal la prostitución en pisos privados. También se crearon unos hospitales para prostitutas, en la creencia de que eran portadoras de enfermedades venéreas.
A esta creencia de que eran portadoras de enfermedades específicas del trabajo se opusieron las propias prostitutas. Durante el período fascista (1922-1943), se introdujeron medidas aún más restrictivas en 1923, 1933 y 1940. Sin embargo, se consideró que el sistema era falaz y, como en otras naciones europeas, se planteó una verdadera desregulación, lo que creó confusión entre los que querían un verdadero abolicionismo y los que querían una verdadera abolición de las restricciones a la meretriz.

### Ley Merlin de 1958
La Ley Merlin (L75/1958) entró en vigor el 20 de septiembre de 1958. Aún en vigor, medio siglo después, fue transgresora en el sentido de derogar todas las leyes anteriores sobre la materia, prohibiendo los burdeles y creando el delito de explotación de la prostitución y de complicidad en la prostitución. En concreto, el artículo 3.8: quien de cualquier modo facilite o explote la prostitución ajena. El artículo 3.3 especifica los lugares en los que está prohibida la prostitución, como casas, hoteles, salas de baile y clubes de ocio. El artículo 5 prohíbe el libertinaje (entendido como una ofensa al pudor). El artículo 7 prohíbe el registro y los controles sanitarios.
Transpone una interpretación del artículo 41 de la Constitución de la República Italiana:

"La iniciativa económica privada es libre. No puede ejercerse en pugna con la utilidad social o de manera que atente contra la seguridad, la libertad y la dignidad humana. La ley determina los programas y los controles adecuados para que la actividad económica pública y privada pueda orientarse y coordinarse con fines sociales".

La ley también incorporaba el Convenio para la represión de la trata de personas y de la explotación de la prostitución ajena, adoptado por la Asamblea General de las Naciones Unidas con la resolución 317 (IV) de 2 de diciembre de 1949, que entró en vigor el 25 de julio de 1951 y se hizo aplicable en Italia con la ley n.º 1173, y el Convenio adicional para la represión de la trata de personas y de la explotación de la prostitución ajena (1949/1951), que fueron derogados en diciembre de 2012, cuando el Programa Conjunto de las Naciones Unidas sobre el VIH/sida publicó un documento sobre la Prevención y el tratamiento del VIH/sida y otras infecciones de transmisión sexual para los trabajadores del sexo en los países de ingresos bajos y medios, en el que también se recomendaba la despenalización y la protección de los trabajadores del sexo y de su trabajo, si no son explotados.
La ley Merlin sigue el modelo abolicionista. Continuaba siendo legal la prostitución callejera y la realizada en pisos privados a secas. La ley mencionaba explícitamente sólo a las mujeres y no a los hombres.
La ley empujó a las mujeres que ejercían la prostitución a las calles y a los pisos privados. La ley fue apoyada por los movimientos de izquierda marxistas y católicos. Los Demócrata-Cristianos pensaron en reintroducir la ley modernizándola en 1973, y luego en 1998 los Demócrata-Izquierdistas. La intención era reabrir los burdeles. Al mismo tiempo, la Federcasalinghe impulsó controles sanitarios, pero las feministas se opusieron. Hubo 22 propuestas de revisión de la ley en la legislación de 1996-2001.

#### Desarrollo de la prostitución callejera por la inmigración
La prostitución en Italia se hizo más visible en la década de 1990 con el aumento de la inmigración procedente de los países del Este y África, que comenzó en la década de 1970. La disolución de la Unión Soviética y Yugoslavia, y las nuevas políticas de inmigración de la ley Martelli de 1990, contribuyeron a un aumento de la oferta en los años 1989-1990, sobre todo de chicas polacas. La segunda oleada de prostitutas procedía de Nigeria y Perú, con una verdadera inmigración ilegal una vez expirado el visado turístico, y la tercera de Albania en 1993-1994.
La cuarta oleada llegó en 1995 desde Nigeria y Albania, mientras que en 1996-1998 lo hizo desde Moldavia, Lituania y Albania. La inmigración se hizo más restrictiva con la Ley Turco-Napolitana (40/98).
Entre los inmigrantes hubo, por supuesto, muchos casos de prostitución forzada como consecuencia del tráfico de personas, incluidas menores. Una de las respuestas al fenómeno fue el recorte de los permisos de residencia y la repatriación de los inmigrantes ilegales.

##### Prostitución callejera

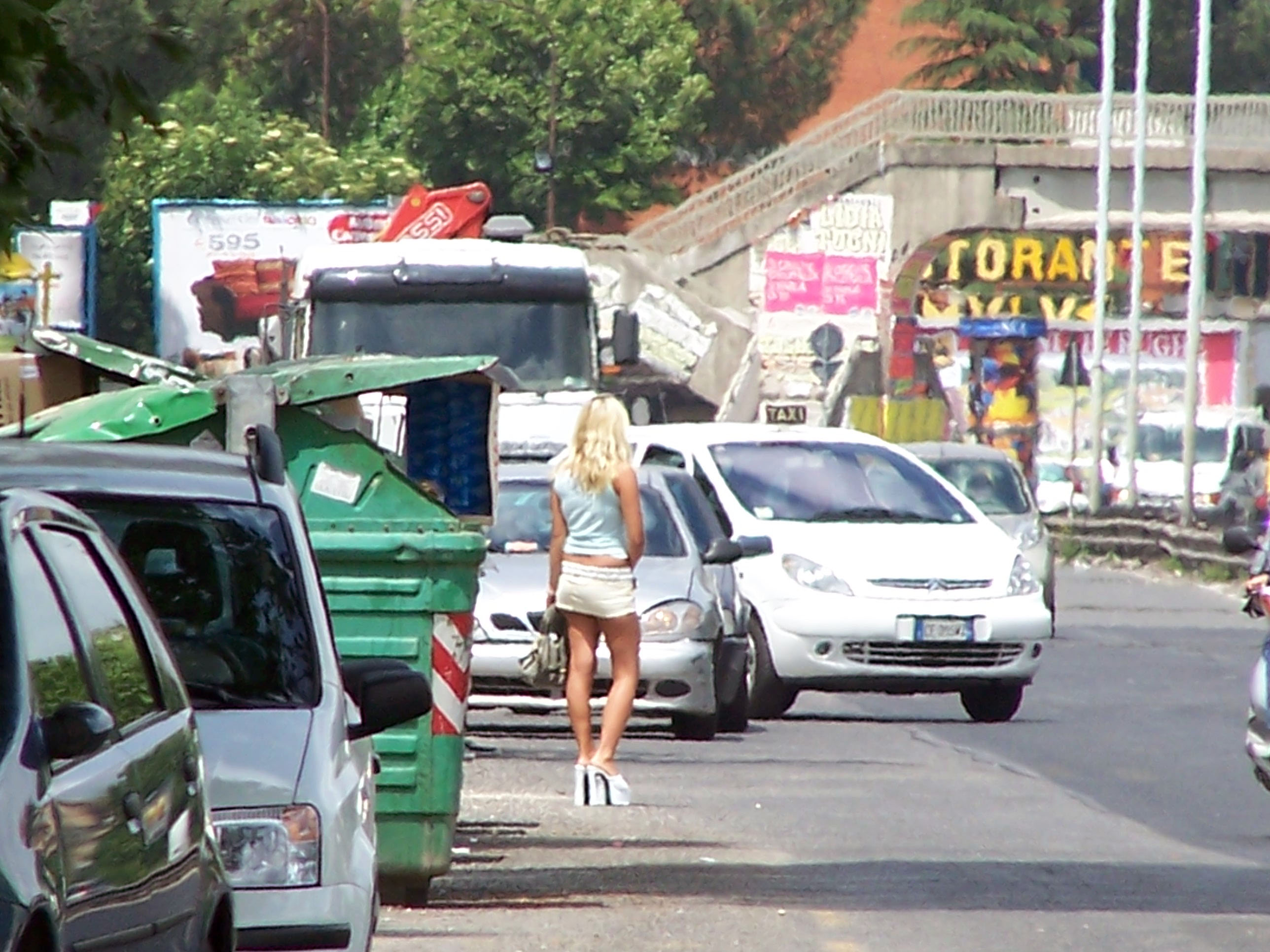
Prostituta callejera en el barrio de Salario (Roma).

Con la inmigración, la prostitución callejera se hizo aún más evidente. Los ayuntamientos intentaron frenar el fenómeno multando a los clientes desde 1994, enviando a casa informes policiales y confiscando vehículos, pero el tribunal de Perugia puso límite a esta práctica en 2000.
Otra iniciativa fue crear barrios rojos, como en Mestre en 1995. Un enfoque tolerante de "reducción de daños".
Algunos municipios crearon confusión instalando señales de precaución en los barrios.

#### Protección de los inmigrantes
Propuesto en un principio por organismos internacionales, y respaldado por la Unión Europea en 1996, el caso de la protección de las prostitutas inmigrantes fue asumido por Maria Paola Colombo Svevo (Partido Popular Italiano), presidenta de la ONG Irene, y otras organizaciones católicas como Caritas.
Aunque siempre era posible solicitar un permiso de residencia por razones humanitarias, no ocurría así automáticamente con las prostitutas. En 1996, Livia Turco, ministra de Políticas Sociales, introdujo el primer permiso por justa causa para la trata, parte del decreto de inmigración del gobierno Dini. La iniciativa política para abordar la situación de las mujeres inmigrantes corrió a cargo de Anna Finocchiaro (Partido Democrático), ministra de Igualdad de Oportunidades. Giorgio Napolitano, titular del Interior, anunció nuevas medidas en 1997. El resultado fue la Ley Turco-Napolitano de 1998 (40/98).
Las medidas adoptadas incluían el aumento de las penas para los traficantes de seres humanos. Los permisos de residencia por razones humanitarias fueron gestionados y expedidos por las Questuras. Los permisos obligaban a las prostitutas a asistir a cursos organizados por ONG; estas organizaciones recibían fondos públicos para ayudar a las víctimas. La obligación de denunciar a los explotadores fue suprimida por la Ley Dini. En la modificación de la ley, Turco se vio influido por el Comité de Igualdad de Oportunidades de la presidenta Elena Marinucci (Partido Socialista Italiano), que hizo suyas las quejas del Comité e intentó legislar sobre la materia ya en 1987.
Entre las críticas del Comité figuraba el hecho de que algunos inmigrantes podían solicitar protección sin renunciar a la actividad propiamente dicha. Además, se debatía entre los partidarios de la elección libre e individual y los partidarios de la coacción.

### Ley Carfagna
Hasta 2008 no había leyes contra la prostitución callejera, y en virtud de ese vacío se aplicaban otras leyes contra la moralidad pública. Con ellas se penalizaba la prostitución fuera de los muros de un domicilio.
En 2008, se redactó un nuevo proyecto de ley, el Proyecto de Ley 1079, que fue firmado por el departamento de la entonces ministra de Igualdad de Oportunidades Mara Carfagna, dentro del gobierno de Silvio Berlusconi. Fue desestimado por el Consejo de Ministros el 11 de septiembre.
Tenía por objetivo la modificación de la Ley Merlin, con un añadido a la misma que indicaba:

"El que ejerza la prostitución o invite a la prostitución en un lugar público o abierto al público será castigado con penas de prisión de cinco a quince días y multa de doscientos a tres mil euros. La misma pena prevista en el párrafo segundo se impondrá a quien, en un lugar público o abierto al público, se sirva de los servicios sexuales de personas que ejerzan la prostitución o los contrate".

La ley fue criticada por diversos sectores, desde la Iglesia Católica y las propias prostitutas, defensores de la reducción de daños, feministas, grupos de derechos humanos y abogados.

### Ordenanzas de 2008
La ordenanza de 24 de julio de 2008 (L.125/08) dio más poder a los alcaldes para combatir la prostitución a nivel municipal. El alcalde puede dictar una medida de castigo a través de sanciones administrativas como multas, hacia los clientes y hacia las propias prostitutas callejeras, así como dictar órdenes de conducción. El 7 de abril de 2011, el Tribunal Constitucional dictaminó en su sentencia nº 115/2011 que las ordenanzas municipales contra la prostitución deben ser urgentes y limitadas en el tiempo.

## Legalidad
La prostitución es legal, mientras que la organización en todas sus formas de complicidad y explotación es ilegal. Se tolera el ejercicio de la prostitución en firmas individuales y en pisos, aunque no se considera trabajo real. La solicitación es legal, pero en público puede ser sancionada como una ofensa al pudor y una invitación al libertinaje.
Las interacciones sexuales con las bailarinas no pueden tener lugar en los clubes, como los bailes eróticos. Algunas interacciones físicas han sido toleradas por la ley.

### Asuntos judiciales
El cliente de una prostituta que no le entrega la remuneración acordada tras la actividad sexual se arriesga a ser condenado por agresión sexual .Así lo estableció la Sección Tercera del Tribunal Supremo de Casación en su sentencia nº 8286 de 17 de diciembre de 2009 - 3 de marzo de 2010.
La principal fuente legislativa italiana es la Ley Merlin, que incorporaba plenamente la filosofía básica de la Convención de la ONU de 1950 y el enfoque "abolicionista", prohibiendo toda forma de regulación, así como reprimiendo la explotación y la complicidad, aunque no sea con ánimo de lucro. Algunas prostitutas, que, sin embargo, no pueden asociarse en cooperativas o burdeles, se han visto obligadas o han obtenido por sí mismas el derecho a emitir facturas y pagar impuestos y cotizaciones de jubilación, a pesar de que la actividad de estas profesionales no está reconocida oficialmente.
El Tribunal de Casación ha dictaminado que la prostituta "autónoma" tiene derecho a percibir una remuneración equitativa, y siempre debe tener derecho a emitir una factura registrada a efectos del IVA, y que, además, el alquiler o arrendamiento de un piso para el ejercicio de la prostitución, dentro de ciertos límites, no debe considerarse complicidad en la prostitución.
El propio Tribunal de Casación, en su sentencia nº 20528, de 1 de octubre de 2010, dictaminó que la prostitución entre adultos debe estar sujeta a tributación, ya que se trata de una actividad "lícita". En consecuencia, en Italia, desde esa fecha, la prostitución debía ser una actividad imponible a todos los efectos. El Tribunal Supremo trasalpino volvió a confirmar, en su sentencia núm. 10578, de 13 de mayo de 2011, que la actividad sexual ejercida por las profesionales de la misma debe considerarse efectivamente "una actividad normal", y afirmó que "el artículo 36 apartado 34 bis de la Ley 248/2006, en referencia al artículo 14 apartado 4 de la Ley 537/1993 y al artículo 6 apartado 1 del Decreto Presidencial 917/1986 T.U.I.R., modificó implícitamente la Ley 75/1958 en sus artículos 7 y 3 apartado 1 número 8, derogando sus respectivos dictados a efectos tributarios".
En agosto de 2006, se dictaminó que los insultos constituyen un delito de difamación contra la mujer.
Se han presentado numerosos proyectos de ley para derogar o modificar la Ley Merlin. En ocasiones se han establecido, o se ha propuesto establecer, "zonas de tolerancia" (oficiales o no) en las que se permiten y controlan las actividades de prostitución y prostitución dentro de ciertos límites, aunque no se regulan, por iniciativa de los alcaldes y las autoridades policiales locales.

### Cuestiones constitucionales
La ley Merlin abolió la regulación de la prostitución, cerrando los burdeles e introduciendo los delitos de explotación y complicidad en la prostitución. Sin embargo, la prostitución en sí, voluntaria y ejercida por mujeres y hombres mayores de edad y no explotados, siguió siendo legal, al considerarse parte de las opciones individuales garantizadas por la Constitución, como parte de la inviolable libertad personal (refrendado en sus arts. 2 y 13).
Desde el debate y poco después de su aprobación, se plantearon varias cuestiones de constitucionalidad de la ley, siempre rechazadas por el Tribunal Constitucional, el único órgano judicial con potestad para derogar partes de la ley. La última vez fue en 2018, tras la sentencia dictada en 2017 por el Tribunal de Apelación de Bari (que en primera instancia había rechazado la cuestión de constitucionalidad planteada por los abogados defensores) sobre el llamado caso proceso "escolta" Tarantini-Berlusconi, después de que el Tribunal de Bari hubiera apreciado una posible inconstitucionalidad de los delitos de captación y complicidad en la prostitución, en el caso de prostitutas consentidas y no explotadas, en relación con los artículos 2 y 41 de la Constitución italiana. El Tribunal Constitucional, en sentencia de 5 de marzo de 2019, publicada íntegramente 0el 7 de junio, declaró infundadas las cuestiones, sosteniendo que:

"La opción de política criminal realizada con la Ley Merlín, es decir, configurar la prostitución como una actividad lícita en sí misma pero al mismo tiempo castigar todas las conductas de terceros que la facilitan o explotan, no es contraria a la Constitución". Además, el Tribunal sostuvo que el delito de complicidad en la prostitución no contraviene el principio de determinabilidad y conclusividad de la ley penal [...] A largo plazo, la prostitución debería más bien eliminarse [...] Sin embargo, este resultado no debería alcanzarse castigando a la persona que ejerce la prostitución, porque esto acabaría golpeando dos veces a quienes son realmente víctimas del sistema social; tampoco debería alcanzarse castigando al cliente, porque esto trasladaría una responsabilidad al mero usuario del servicio de la que debería responsabilizarse el Estado. Por el contrario, el objetivo debe lograrse, por un lado, eliminando las causas sociales de la prostitución; por el otro, reprimiendo severamente las actividades relacionadas con ella -como la inducción, el lenocinio, la explotación o incluso la simple complicidad (las "conductas paralelas"-, para no permitir que la prostitución se desarrolle y prolifere".
Texto resultado de la sentencia núm. 141 de 2019.

La misma sentencia declaró infundada la cuestión de si la prostitución debe considerarse protegida por el artículo 2, sino que se encuadra en el artículo 41 (libertad económica, salvo ofensa a la dignidad), considerando "irrefutable que, incluso en el momento histórico actual, aunque no estemos en presencia de formas reales de prostitución forzada, la elección de "vender sexo" tiene su origen, en la gran mayoría de los casos, en factores que condicionan y limitan la libertad de autodeterminación del individuo, reduciendo a veces drásticamente el abanico de sus opciones existenciales. Puede tratarse no sólo de factores económicos, sino también de situaciones de desamparo en el plano afectivo o de las relaciones familiares y sociales, capaces de debilitar la natural reticencia hacia una "opción de vida" como la de ofrecer servicios sexuales a cambio de una remuneración.
Para el Tribunal italiano, siempre que "cada individuo pueda hacer libre uso de la sexualidad como medio de expresión de su personalidad, dentro de los límites del respeto de los derechos y libertades de los demás", la suposición de que la prostitución voluntaria representa una "modalidad de autoafirmación de la persona humana, que percibe su propio yo en términos de prestación de su corporeidad y genitalidad (y del placer ligado a ellas) a cambio o en contra de la concesión de otras prestaciones" ciertamente no puede compartirse. La prestación de servicios sexuales a cambio de una remuneración no es en absoluto un instrumento de protección y desarrollo de la persona humana, sino que constituye -mucho más simplemente- una forma particular de actividad económica. 
La sexualidad del individuo no es más, en este caso, que un medio de obtener un beneficio: una "prestación de un servicio" incluida en el marco de un intercambio sinalagmático; como "prestación de servicios remunerados", incluida en la categoría de las "actividades económicas" ejercidas por cuenta propia, la prostitución ha sido calificada de hecho como tal por el Tribunal de Justicia de la Unión Europea. El Tribunal Constitucional concluyó que, "aunque haya personas que consideren personalmente gratificante ejercer la prostitución, eso no cambia el fondo de las cosas". El tribunal también rechazó tanto el modelo regulacionista anterior a la ley Merlin como los modelos prohibicionistas y neo-prohibicionistas (castigo a la prostituta o al cliente) vigentes, por ejemplo, en Estados Unidos o el llamado modelo nórdico (Suecia y Francia, por ejemplo), reafirmándose en el texto original de 1958:

"En el plano penal, se mantiene firme la no punibilidad tanto del sujeto que se prostituye -salvo que su conducta integre los extremos de la nueva contravención de solicitación o invitación al libertinaje, contemplada en el artículo 5 de la Ley núm. 75 de 1958 (contravención posteriormente despenalizada por el Decreto Legislativo núm.  añadido por la ley nº 269, de 3 de agosto de 1998, relativa a las "Normas contra la explotación de la prostitución, la pornografía y el turismo sexual en perjuicio de menores, como nuevas formas de esclavitud")".
Dictamen del Tribunal Constitucional, ibid.

Según algunos juristas, queda abierta la cuestión de si la reintroducción del reglamento o la introducción del prohibicionismo, en lugar del abolicionismo de Merlin, podría constituir en ambos casos un perfil de inconstitucionalidad, de nuevo de conformidad con el artículo 41 de la Constitución, en el primer caso porque atentaría contra la dignidad de las personas que ejercen la prostitución, en el segundo porque afectaría a un derecho económico de la propia prostituta a vender servicios y del cliente a tratarlos y comprarlos.

## Demografía

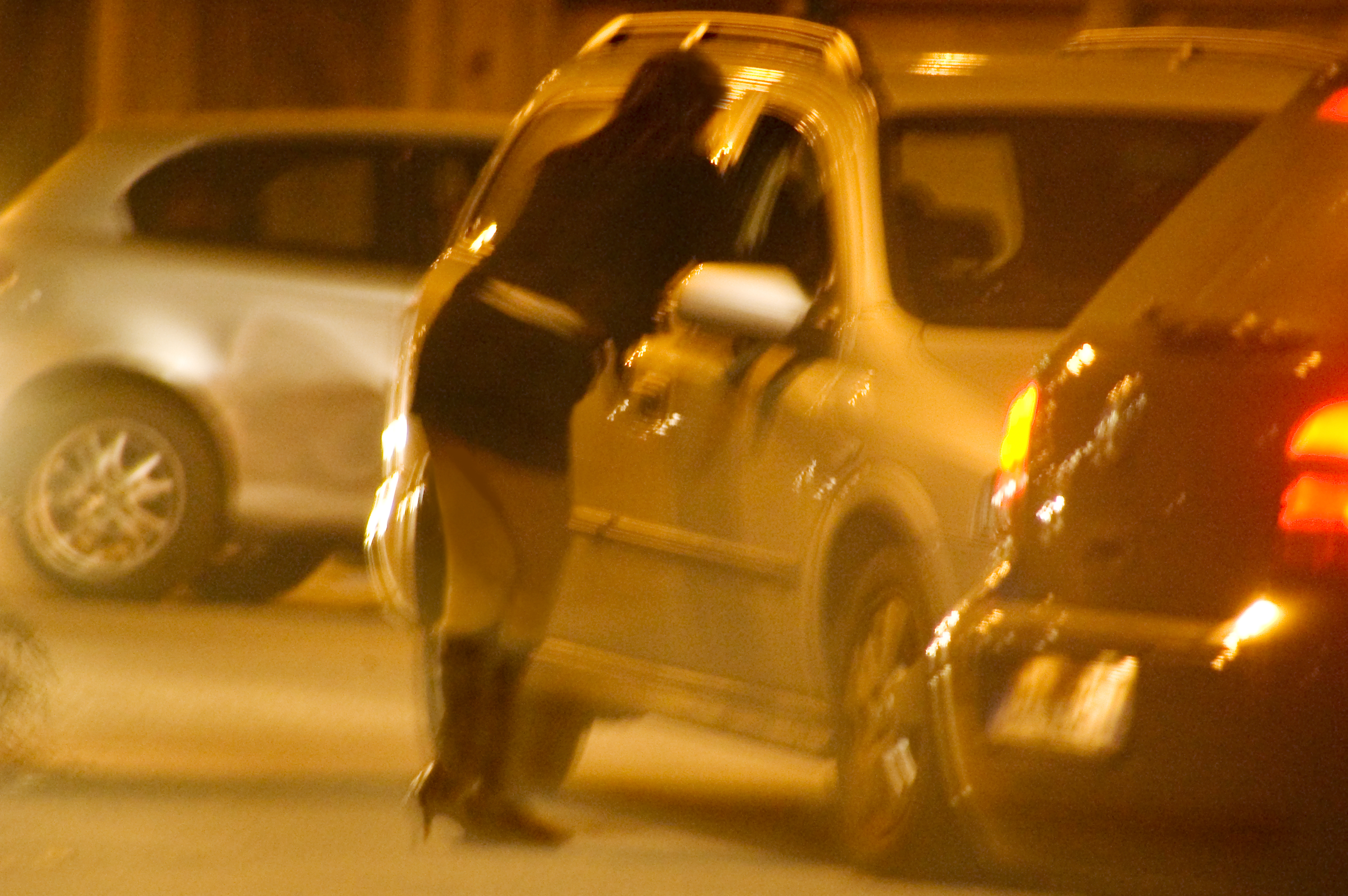
Prostituta callejera hablando con un potencial cliente en las calles de Turín.

En 2008, un estudio publicó una cifra de unas 100 000 prostitutas en Italia. En 2007, otro estudio hablaba de 70 000. El ISTAT publicó una cifra de 50 000 en 1998.
En 2009, un informe de TAMPEP estimaba el número de prostitutas extranjeras en Italia en el 90 % del total. Solo España tenía cifras similares. Según un estudio de 2014 de la Comunidad Papa Juan XXIII, el 36 % procede de Nigeria, seguida de Rumania con un 22 %, Albania con un 10,5 %, Bulgaria con un 9 %, Moldavia (7 %), Ucrania (6 %) y China (5 %).
En Rumania, las prostitutas son en su mayoría de etnia gitana y el 98 % proceden de su propio país. En los países bálticos son rusas.
En 2017, se elevó de unas 75 000 a 120 000 prostitutas, siendo la mayoría de Rumania y otros países de la región balcánica. En menor medida, pero considerable, son de origen nigeriano o chino.
La trata se cifra en un 7 % del total de prostitutas.
En 2008, se estimaba que el 65 % de las prostitutas procedían de la calle y el 35 % de pisos o clubes. El 20 % empezaron siendo menores y el 10 % forzadas por la delincuencia. La frontera entre la calle y el piso es difusa, ya que las prostitutas callejeras a veces consuman la relación en los pisos.

## Salud sexual
Un estudio realizado entre 1997 y 1998 sobre 142 prostitutas callejeras de Roma (102 mujeres y 40 mujeres transexuales) mostró que la mayoría de las encuestadas (95 %) declararon utilizar siempre preservativos con los clientes. El 8 % de las mujeres y el 2 % de las mujeres transexuales declararon consumir drogas inyectables. El 38 % de las mujeres con pareja estable utilizaban anticonceptivos, mientras que el 33 % de ellas se habían sometido a un aborto voluntario el año anterior. El 38 % de las mujeres y el 80 % de las mujeres transexuales se habían sometido a controles de ETS en el último año. La prevalencia del VIH era del 6 % entre las mujeres, y del 20 % entre las mujeres transexuales. 4/6 mujeres seropositivas y 1/8 de las mujeres transexuales seropositivas consumían drogas inyectables. 5/6 mujeres seropositivas eran italianas.
Sin embargo, de las 558 personas que ejercían la prostitución y acudieron a una clínica de ETS de Bolonia entre 1995 y 1999, solo el 1,6 % dio positivo en la prueba del VIH. Los autores concluyeron que "las prostitutas no tienen un papel destacado en la transmisión y difusión de las ETS". A pesar de ello, los detractores de la prostitución siguen afirmando que son fuentes de enfermedades.

## Tráfico sexual
En 2024, la Oficina de Vigilancia y Lucha contra la Trata de Personas del Departamento de Estado de los Estados Unidos mantenía clasificado a Italia como país de "nivel 2".
Para la oficina estadounidense, el Ejecutivo italiano no ha cumplido "plenamente las normas mínimas para la eliminación de la trata, pero está haciendo esfuerzos importantes para lograrlo", lo que permitió que se mantuviera una clasificación de "nivel 2". Entre 2020 y 2024, el Gobierno llevó a cabo menos investigaciones sobre la trata. Persistieron lagunas en los sistemas de identificación de víctimas y se identificó comparativamente a pocos italianos o niños, a pesar de las altas estimaciones de la sociedad civil sobre la trata de niños. Nunca ha concedido indemnizaciones a las víctimas, y la restitución sigue siendo poco frecuente y difícil de obtener. La sociedad civil y los expertos denunciaron casos excepcionales en los que las autoridades penalizaron indebidamente a las víctimas únicamente por actos ilícitos, incluidos delitos de inmigración, cometidos como resultado directo de la trata.